# Хиэй
Хиэй (яп. 比叡山 Хиэй-дзан) — гора в Японии, расположенная северо-восточнее города Киото, на границе префектур Киото и Сига. Гора находится над озером Бива и городом Оцу. Высота горы — 848 м. С конца VII века, когда монах Сайтё основал первый монастырь школы тэндай (Энряку-дзи), является одним из религиозных центров страны.
На горе расположен ботанический сад и парк отдыха, около вершины — крупный буддийский монастырь Энряку-дзи. У подножия горы расположено синтоистское святилище Хиёси-тайся и крупный буддийский монастырь Мии-дэра. В Средние века монастыри школы тэндай Энряку-дзи и Мии-дэра соперничали и противостояли друг другу. Дело доходило до длительных вооружённых столкновений.
В 1571 году Ода Нобунага взял штурмом гору и ликвидировал буддийские монастыри с обеих сторон, школа тэндай была запрещена на длительное время, и получила официальное признание только в XIX веке, храмовые комплексы были отстроены заново, но в значительно меньшем объёме. Энряку-дзи является центром школы тэндай по сей день.
На гору с двух сторон ведут фуникулёры — со стороны города Оцу (Сакамото) до монастыря Энряку-дзи и со стороны гор в префектуре Киото до вершины и ботанического сада.

## Гора Хиэй в фольклоре
Гора Хиэй на протяжении многих веков фигурировала во многих народных сказаниях. Первоначально считалось, что здесь обитают боги и демоны религии синто, но сейчас она известна прежде всего благодаря буддийским монахам и культу божества Матарадзина, которые пришли сюда из храма Энряку-дзи.